# Brabanthallen
Le Brabanthallen est un complexe événementiel situé dans la ville néerlandaise de Bois-le-Duc ('s-Hertogenbosch). Il accueille chaque année des expositions, des congrès, des concerts et d'autres événements de grande envergure. L'hébergement est géré par Libéma. Il s'agit du troisième plus grand complexe événementiel des Pays-Bas, les deux autres étant le RAI Amsterdam et le Jaarbeurs Utrecht.

## Histoire
Autrefois, les marchés se tenaient chaque semaine dans les Brabanthallen 's-Hertogenbosch. En raison du risque d'épidémies, ces marchés ont été supprimés. L'ancienne section, située sur la Oude Engelenseweg, est un monument national.
En 2004, le complexe est rénové. Après cette rénovation, la superficie était de 44 000 m2. Une extension est réalisée en 2017, portant la superficie totale à 55 000 m2. 